# Welkenraedt
Welkenraedt là một đô thị ở tỉnh Liège, Bỉ. Tại thời điểm ngày 1 tháng 1 năm 2006 Welkenraedt có tổng dân số 9.163 người. Tổng diện tích là 24,47 km² với mật độ dân số 374 người trên mỗi km².

## Thành phố kết nghĩa
- Nove, Italia
- Epfig, Pháp